# Кодостров
Ко́достров (карел. Kodasuari) — деревня в составе Янишпольского сельского поселения Кондопожского района Республики Карелия Российской Федерации.
Расположена на берегу залива в северо-западной части Онежского озера. В Кодострове находится мемориал уроженцам деревни — участникам Великой Отечественной войны.

## История
До революции входила в Сунское общество Шуйской волости Петрозаводского уезда. Согласно списку населённых мест 1905 года в деревне проживало 154 человека. имелась православная часовня во имя священномученика Андриана.

## Население
| 1873 | 1905 | 2002 | 2010 | 2013 |
| ---- | ---- | ---- | ---- | ---- |
| 112  | ↗154 | ↘0   | →0   | →0   |